# Csáky Móric
Moritz Csáky, eredetileg Csáky Móric (Lőcse, 1936. április 3.) szlovákiai magyar származású osztrák történész, művelődéstörténész, a Magyar Tudományos Akadémia külső tagja (1998).

## Életútja
1945-ben családja Szlovákiából Ausztriába költözött. Csáky 1954-ben érettségizett a salzburgi humán gimnáziumban , majd filozófiát, katolikus teológiát, néprajzot és egyháztörténelmet kezdett tanulni a mödlingi Szent Gábriel Missziós Házban . Teológiai diplomáját 1961-ben szerezte meg, majd 1963-ban Rómában, a Gregoriana Pápai Egyetemen egyháztörténészi oklevelet szerzett, később a párizsi Katolikus Intézetben  képezte tovább magát. Ezt követően Bécsben (Bécsi Egyetem) általános történelmet, gazdaság- és társadalomtörténetet, valamint zenetudományt tanult (Dr. phil. 1966).
1964–1965 között a salzburgi Nemzetközi Társadalomtudományi és Etikai Kutatóközpontban  dolgozott asszisztensként Erika Weinzierl  mellett, majd 1967-től a Bécsi Egyetem Történeti Intézetében Heinrich Lutz  mellett. Tanulmányi és kutatási célú utak következtek aztán Párizsba és Budapestre. Habilitációját általános újkori történelemből (1979, Heinrich Lutz és Adam Wandruszka  mellett) tette le.
1984-től 2004-es nyugdíjba vonulásáig az osztrák történelem rendes professzora volt a Grazi Egyetemen, ahol 1997-től 2001-ig a Történeti Intézetet, 1997-től 2005-ig ugyancsak egyetemén az SFB Modernizmus kutatási projektet vezette. A Grazi Egyetem mellett korábban a Bécsi Egyetemen (1967–1984), valamint a Bécsi Diplomáciai Akadémián  (1988–1995) is tanított. 2000 óta a québeci Faculté des Lettres de l’Université Laval tanára.

## Munkássága
Csáky Móric első jelentős könyve a magyarországi kultúrharc történetét tárgyaló Der Kulturkampf in Ungarn – Die kirchenpolitische Gesetzgebung der Jahre 1894–95 (’A kultúrharc Magyarországon – Az 1894–95-ös évek egyházpolitikai törvénykezése’) című 1967-es munka, amelyben a szerző elsőként használta a vallás- és közoktatásügyi miniszter Csáky Albin hagyatékát és elsősorban az egyházpolitika központi személyiségeinek magatartásáról nyújtott új ismereteket.
A felvilágosodás és a reformkor közti kapcsolatot elemző, 1981-ben kiadott Von der Aufklärung zum Liberalismus (’A felvilágosodástól a liberalizmusig’) historiográfiai jelentőségű eszmetörténeti munka, amelyben Csáky kontinuitást mutatott ki a késő felvilágosodás és a korai liberalizmus közt, így szemben a Szekfű Gyula által is hirdetett megszakítottságtétellel a folytonosság mellett foglalt állást.
Csáky érdeklődése a későbbiekben kultúrtörténeti témák felé fordult, vizsgálatait a modern kori Közép-Európa történelmi fejlődésének kultúratudományi kérdéseire terjesztette ki, és e terület specialistájává fejlődött. Az 1996-ban publikált Az operett ideológiája és a bécsi modernség című munkája legfontosabb művének tekinthető, amelyet magyarra, románra, szlovénre és oroszra is lefordítottak, 2021-ben pedig a Hollitzer kiadó egy, a szerző által kibővített, aktualizált és javított verziót jelentetett meg. A munka eredetiségét elsősorban az adja, hogy Csáky olyan kulturális jelenséget vizsgált, amely egyaránt tatozott az ún. magaskultúrához, ugyanakkor a városi polgárság széles rétege is fogyasztója volt. Ennek okán a kötet a „bécsi századvég” kutatástörténetében is kiemelkedő helyet foglal el. Emellett a történész a téma sokrétű elméleti vonatkozásaiban is elmélyült. A kultúrtudományok eredményeit felhasználva Csáky a Habsburg Monarchia kultúráját plurális kultúraként definiálta. Ez a koncepció központi eleme lett későbbi jelentős köteteinek is. 2019-ben publikálta Das Gedächtnis Zentraleuropas (’Közép-Európa emlékezete’) című munkáját, amelyben amellett érvelt, hogy Közép-Európa kultúrtörténetének kutatása a globalizáció egyes jelenségeinek és problémáinak jobb megértéséhez is közelebb vihet minket.

### Társasági tagságai és elismerései
1991-ben az Osztrák Tudományos Akadémia levelező, 1998-ban rendes tagjává választották. 1998-tól 2010-ig a testület Kultúratudományi és Színháztörténeti Bizottságát, valamint a Város- és Regionális Kutatások Intézetének kuratóriumát vezette elnökként. Ő kezdeményezte 1998-ban, majd irányította „Az emlékezet helyszínei” megnevezésű akadémiai kutatási programot is. Ugyancsak 1998-ban a Magyar Tudományos Akadémia külső tagjainak sorába választották.
Emellett 1982–1990 között a 18. századot kutatók ausztriai társaságának (Österreichische Gesellschaft zur Erforschung des 18. Jahrhunderts) alapító elnöke, 1986–1997-ben az Osztrák Tudományos Alap  alelnöke, 1992–1995-ben a linzi Nemzetközi Kultúratudományi Kutatóközpont (IFK)  alapító elnöke volt, 1995 óta az általános tanács tagja. A Nemzetközi Magyar Filológiai Társaság (2002 óta Nemzetközi Magyarságtudományi Társaság) választmányi tagja 1985-től, 2016-ban tiszteleti taggá választották, és az Osztrák–Magyar Irodalom- és Kultúratudományi Állandó Vegyesbizottság munkájában is közreműködött (az Osztrák Tudományos Akadémia részéről jelölt elnöke volt 1992-től). 1992–2002 között az Európai Tudományos Alap tagja, 1997 óta a cambridge-i Wittgenstein Archívum kurátora, 2005 óta pedig az Európa Tanács IV. általános igazgatósága (Direction Générale IV: Education, Culture et Patrimoine, Jeunesse et Sport) tudományos tanácsadó testületének tagja. 2005 óta részt vesz a budapesti Országos Tudományos Kutatási Alapprogramok (Magyar Tudományos Kutatási Alap) Társadalomtudományi Kollégiuma döntéshozó testületének munkájában.
A következő kitüntetésekben és elismerésekben részesült: Leopold Kunschak-díj (1968), Anton-Gindely-Preis für Geschichte der Donaumonarchie  (1982), Széchényi Ferenc-díj (1990), Európa-díj / Strasbourg: Prix Europe (1994), az Osztrák Tudományos Akadémia Wilhelm Hartel-díja  (Bécs, 1997), Karl von Vogelsang állami díj  társadalomtudományi kutatásaiért (1998), a Szlovák Tudományos Akadémia Aranyérme (Pozsony, 2006), Henszlmann Imre-díj (Budapest, 2010), a Szlovák Tudományos Akadémia Emlékplakettje  (Pozsony, 2019).

### Főbb monográfiái
Csáky szakirodalmi munkásságát a szegedi Aetas folyóirat állította össze 1998-ban, további publikációi az Osztrák Tudományos Akadémia honlapján megtalálhatók.
- Der Kulturkampf in Ungarn. Die kirchenpolitische Gesetzgebung der Jahre 1894/95 (= Studien zur Geschichte der österreichisch-ungarischen Monarchie 6), Graz/Wien/Köln, Böhlau, 1967
- Von der Aufklärung zum Liberalismus. Studien zum Frühliberalismus in Ungarn (= Veröffentlichung der Kommission für die Geschichte Österreichs 10), Wien, ÖAW, 1981
- Ideologie der Operette und Wiener Moderne. Ein kulturhistorischer Essay, Wien/Köln/Weimar, Böhlau, 1996, ²1998 (magyarul 1999, szlovénül 2001, oroszul 2001, románul 2013).
- Das Gedächtnis der Städte. Kulturelle Verflechtungen – Wien und die urbanen Milieus in Zentraleuropa, Wien/Köln/Weimar, Böhlau, 2010
- „Es gibt eine Überlieferung die Katastrophe ist“. Die Mehrfachcodierung von Gedächtnis und Erinnerung in Zentraleuropa, Bratislava/Bremen, Univerzita Komenského/edition lumière, 2017
- Das Gedächtnis Zentraleuropas. Kulturelle und literarische Projektionen auf eine Region, Wien/Köln/Weimar, Böhlau, 2019
- Das kulturelle Gedächtnis der Wiener Operette. Regionale Vielfalt im urbanen Milieu, Wien, Hollitzer, 2021

Magyarul
- Az operett ideológiája és a bécsi modernség. Kultúrtörténeti tanulmány az osztrák identitásról, Budapest, Európa Kiadó, 1999

## Fordítás
Ez a szócikk részben vagy egészben  a   Moritz Csáky című német Wikipédia-szócikk ezen változatának fordításán alapul.  Az eredeti cikk szerkesztőit annak laptörténete sorolja fel. Ez a jelzés csupán a megfogalmazás eredetét és a szerzői jogokat jelzi, nem szolgál a cikkben szereplő információk forrásmegjelöléseként. A szócikk az eredetihez képest jelentős bővítéseket is tartalmaz.